# Мартіньяна-ді-По
Мартіньяна-ді-По (італ. Martignana di Po) — муніципалітет в Італії, у регіоні Ломбардія,  провінція Кремона.
Мартіньяна-ді-По розташована на відстані близько 390 км на північний захід від Рима, 110 км на південний схід від Мілана, 31 км на південний схід від Кремони.
Населення — 2040 осіб (2014).

## Демографія
Населення за роками:

Станом на 1 січня 2023 року в муніципалітеті офіційно проживали 283 іноземці з 20 країн, серед них 77 громадян країн Євросоюзу та 5 громадян України.

## Сусідні муніципалітети
- Казальмаджоре
- Кастельдідоне
- Колорно
- Гуссола
- Сан-Джованні-ін-Кроче
- Сісса-Треказалі